# 日本アメリカ史学会
日本アメリカ史学会（にほんアメリカしがっかい、英語名称 The Japanese Association for American History (JAAH)）は、 アメリカ合衆国、カナダ、カリブ海域やラテン・アメリカ諸国を含む南北アメリカ大陸の歴史を主として研究する学会、2004年設立。
かつては事務局を東京都国立市中 2-1一橋大学歴史共同研究室内に置いていたが、現在は株式会社毎日学術フォーラムに業務委託している。

## 歴代運営代表
第一期（2004年9月〜2005年9月）：宮井勢都子
第二期（2005年9月〜2006年9月）：大森一輝
第三期（2006年9月〜2007年9月）：松本悠子
第四期（2007年9月〜2008年9月）：樋口映美
第五期（2008年9月〜2009年9月）：松原宏之
第六期（2009年9月〜2010年9月）：中條献
第七期（2010年9月〜2011年9月）：小檜山ルイ
第八期（2011年9月～2012年9月）：梅﨑透
第九期（2012年9月～2013年9月）：西崎文子
第十期（2013年9月～2014年9月）：佐藤千登勢
第十一期（2014年9月～2015年9月）：伊藤裕子
第十二期（2015年9月～2016年9月）：大津留（北川）智恵子
第十三期（2016年9月～2017年9月）：宮田伊知郎
第十四期（2017年9月～2018年9月）： 藤永康政
第十五期（2018年9月～2019年9月）：兼子歩
第十六期（2019年9月～2020年9月）：橋川健竜
第十七期（2020年9月～2021年9月）：菅（七戸）美弥
第十八期（2021年9月〜2022年9月）：南川文里
第十九期（2022年9月〜2023年9月）：土屋和代
第二十期（2023年9月～2024年9月）：南修平
第二十一期（2024年9月～2025年9月）：野口久美子

## 活動
- 年次大会・研究会の開催、共同研究、日本国内外の歴史研究を目的とする学術団体との交流、会誌・会報の発行など[1]

## 会誌
- 『アメリカ史研究』[2]